# Моцар Іван Миколайович
Моцар Іван Миколайович (15 червня 1941, с. Огирівка, Великобагачанський район, Полтавська область, УРСР — початок червня 2016, Полтава, Україна) — український журналіст, письменник, фольклорист, художник.

## Біографія
Народився у селянській сім'ї за сім днів до початку нацистської навали на територію колишнього СРСР.
Батько передчасно загинув уже в мирний час, а виховували Івана найрідніші у дитинстві люди — мати і дядько Микита, наказу яких «Жити по совісті» дотримувався він усе життя. Закінчив середню школу, працював завідувачем сільського клубу, строкову військову службу проходив на Чорному морі. 
Закінчив факультет журналістики Київського державного університету імені Т. Г. Шевченка (заочно). 
1965–1966 рр. – літературний працівник Решетилівської районної газети. 
1966 рік - Член Спілки журналістів. 
З 1967 року беззмінно працював в обласній молодіжній газеті «Комсомолець Полтавщини». 
1991 року – "Молода громада" – кореспондентом, завідувачем відділу робітничої і сільської молоді, 
1995 рік - Полтавської спілки літераторів,
1995–2001 – заступником редактора, редактором.
2003 рік - Міжрегіональної спілки письменників України. 
Був упорядником, редактором, художником багатьох колективних збірок і книг полтавських авторів, зокрема, альманахів сатири і гумору «Полтавський сміхограй» і «Сміхограйчик». 
Обирався делегатом VII з'їзду журналістів України.

### Нагороди
Нагороджений медалями «За трудову відзнаку», «Ветеран праці», бронзовою медаллю головного комітету ВДНГ СРСР, Почесною грамотою Полтавської обласної ради. 

## Творчість
Писати Іван почав ще в школі, був редактором шкільної газети. 
З 5-6-го класу надсилав замітки до великобагачанської районної газети, за перше місце у конкурсі на кращий нарис отримав нагороду — фотоапарат. 
Кращі його матеріали з'являлися на сторінках газет «Зоря Полтавщини», «Комсомолець Полтавщини», перше оповідання 18-річного юнака побачило світ у «Робітничій газеті». Під час служби в армії Моцар був активним військовим кореспондентом — його нариси, оповідання публікувались у  газетах Чорноморського флоту, Закавказького військового округу.
За 35-річну журналістську діяльність Іваном Моцаром написано тисячі статей, кореспонденцій, репортажів, нарисів, взято не один десяток інтерв'ю у відомих полтавців. 
Івана Моцара поєднувала тісна і багаторічна дружба з багатьма письменниками, поетами, художниками і композиторами. 
У книзі «Звеличені творчістю» (2015) вміщено літературні портрети відомих митців та інші матеріали, які окреслюють загальну картину літературного процесу останніх років на Полтавщині.
З книгою "Звеличені творчістю" перегукується збірка "Овиди пам'яті. Літературні спомини, щоденники" (2013). 
Автор розповідає про тих, з ким йому випало йти по духовній дорозі упродовж десятиліть, про численні зустрічі з неординарними талановитими особистостями, які прямо чи опосередковано мали вплив на його долю, ставали героями оповідань, нарисів, статей.

### Гумор і сатира у творчості
Письменник був наділений даром Божим – дотепністю. Він володів розмаїттям засобів гумору і сатири. Це — сьогодення, побут, природа, шкідливі звички у людей, виховання підростаючого покоління. Кожна гумореска чи карикатура дуже цікава, смішна, не залишає байдужим нікого.
Опубліковано десятки його творів в альманахах, антологіях, збірниках.
Одна з останніх збірок «Хто — кому і хто — кого» (2012) показує, що автор — оригінальний майстер слова і пензля,  має свою манеру в цьому жанрі, виразно передає динаміку і характер персонажів.

### Сільська тематика у творчості
Іван Миколайович виріс у селі, серед мальовничої природи, добре знає життя на селі. Цій темі присвячено багато його оповідань, новел. У коротких творах постають образи полтавців, відданих рідній землі, які з діда-прадіда берегли її, цінили і шанували. 
Описи природи — це гімн полтавській природі, заклик берегти її.
Кожен твір скомпонований так, що тримає читача в напрузі до останнього слова.
Автор не моралізує, не повчає, він підштовхує читачів до особистих висновків. 
Жоден з творів, наприклад, збірки «Сліпий дощ навскіс» (2012 рік) не є плодом фантазії, в ньому є життєві події, які спостерігав Іван Моцар у повсякденні. Він використовує зразки багатого українського фольклору, народної мудрості, з їх допомогою образи селян окреслюються яскравіше. 
Всі оповідання книги проілюстровані чудовими малюнками автора.

## Премії
- Лауреат Всеукраїнської літературної премії імені М. Чабанівського (за книгу оповідань і новел "Вітер з поля").

- Полтавської обласної комсомольської премії імені П. Артеменка[1] (1988 рік) – (за цикл документальних нарисів про молодих героїв-полтавців).

- Полтавської обласної премії імені Л. Бразова (2010 рік) – (за збірку "Овиди пам'яті").

- Міської літературно-мистецької премії імені В. Малика (2013 рік) – (за книгу "Сліпий дощ навскіс").

### Збірники
- Моцар І. М. Звеличені творчістю : літературні спогади, рецензії / І. М. Моцар. – Полтава : Полтавський літератор, 2015. – 63 с. : іл.

- Моцар  І. М. Персони віртуальні і реальні : сатира і гумор / І. М. Моцар. – Полтава : Шевченко Р. В., 2013. – 86 с. : іл.

- Моцар І. М. Сліпий дощ навскіс  / І. М. Моцар. – Полтава : Дивосвіт, 2012. –135 с. : іл.

- Моцар І. М. Хто – кому і хто – кого : сатира, гумор / І. М. Моцар. – Полтава : Полтавський літератор, 2012. – 103 с. : іл.

- Моцар  І. М. Між сьогоденням і вічністю : літературознавчі статті, щоденники / І. М. Моцар. – Полтава : Форміка, 2011. – 139 с.

- Моцар І. М. Овиди пам'яті : літературні спомини, щоденники / І. М. Моцар. – Полтава : Полтавський літератор, 2010. – 184 с. : фотоіл.

- Моцар І. М. Прямим влучанням : карикатури / І. М. Моцар. – Полтава : Форміка, 2007. – 122 с. : іл.

- Моцар І. М. Дещо про неабищо : карикатури, гуморески, мініатюри / І. М. Моцар. – Полтава : Форміка, 2005. – 72 с. : іл.

- Моцар І. М. Вітер з поля : оповідання, новели / І. М. Моцар. – Полтава : Форміка, 2006. – 72 с.

- Сміхограйчик : збірка гумору для дітей і про дітей / Полтавська спілка літераторів ; ред. І. Моцар. – Полтава : Астрея, 2005. – 94 с.

- Моцар І. М. Вогонь вечірнього багаття : оповідання, новели, бувальщини, малюнки / І. М. Моцар. – Полтава : Астрея, 2002. – 100 с.

- Моцар І. М. Цвьох – і вашим капець : карикатури / І. М. Моцар. – Полтава : Астрея, 2001. – 72 с.

- Моцар І. М. Доленосні чудасії : карикатури / І. М. Моцар. – Полтава : Астрея, 2000. – 72 с.

### Твори у збірниках, літературознавчі статті
- Моцар І.[Гумористичні твори, карикатури] // Калинове гроно : антологія сатири і гумору полтавських літераторів XX–XXI століть. –  Полтава, 2016. – Т. IV. – С. 185–199.

- Моцар І. Букет конвалій; Мирослав і Марися;Час іти до яблуні; Добавка до паю: [оповідання] / І. Моцар // Голос ветерана : збірка творів членів літстудії Полтавського міського клубу ветеранів війни та праці України. – Полтава, 2013. – Вип. 14. – С. 153–164.

- Моцар І. [Твори] : [вірші; оповідання] / І. Моцар // Полтавський сміхограй : альманах сатири і гумору полтавських літераторів. – Полтава, 2011. – Вип. 9. – С. 69–73.

- Моцар І. Час іти до яблуні; до матері; Гість з Німеччини; Слід : [оповідання] / І. Моцар // Калинове гроно. – Полтава, 2010. – Т. 3. – С. 447–466 : фото.

- Моцар І. Невдале залицяння : [оповідання] / І. Моцар // Полтавський сміхограй : альманах сатири і гумору полтавських літераторів. – Полтава : Полтавський літератор, 2010. – Вип. 8. – С. 51–53.

- Моцар І. Велика магія художнього слова: [про діяльність полтавської спілки літераторів] / І. Моцар // Край – 2013. – квіт. (№ 108). – С. 12–13.

- Моцар І. Осяяний словом час: [про творчий доробок полтавської спілки літераторів за 2010 рік] / І. Моцар // Край. – 2011. – квіт. (№ 84). – С. 8–9.

- Моцар І. У сяйві художнього слова : [огляд нових книг полтавських авторів ] / І. Моцар // Край. – 2006. – Лют. (№ 22). – С. 18–19.

### Про життя і творчість І. Моцара
- "Відлуння слова ветерана" : лауреати обласної премії імені Л. Бразова. До 100-річчя від дня народження письменника та 10-річчя зснування премії : біобібліографічний покажчик / упорядник Н. М. Требіна; обласна бібліотека для юнацтва ім. О. Гончара. – Полтава, 2016. – 42 с. [Архівовано 29 березня 2019 у Wayback Machine.]

- "Звеличені творчістю" : [про нову книгу І. Моцара з такою назвою] // Село полтавське. – 2016. – 12 трав. – С. 8. : фото.

- "Сліпий дощ навскіс" : [біографія І. М. Моцара та про його однойменну книгу] //Решетилівський вісник. – 2012. – 9 листоп. – С. 13.

- А починав він творчий шлях у нашій районці : [І. Моцар] // Решетилівський вісник. – 2016. – 17 черв.. – С. 15. : фото.

- Артеменка Петра обласна комсомольська премія : 1988 рік : [лаурети : в т. ч. І. Моцар] // Степаненко М. Літературно-мистецька Полтавщина: довідник. – Полтава, 2013. – С. 18.

- Жовнір Н. Він працював зі словом / Н. Жовнір // Зоря Полтавщини. – 2016. – 30 серп. – С. 3.

- Зелень М. Полтавському Моцарту карикатури та журналістики допомагають у житті дві музи – творчість і дружина / М. Зелень // Зоря Полтавщини. – 2011. – 15 черв. – С. 7.

- Іван Моцар // Літературна Багачанщина : довідник-альманах. – Миргород, 2003. – С. 18–20. : фото.

- Логвиненко С. Лауреати премії імені Володимира Малика [в т. ч. І. Моцар] / С. Логвиненко // Зоря Полтавщини. – 2013. – 8 лют. – С. 13.

- Моцар Іван Миколайович : [працював редактором газети "Молода громада", письменник, художник] // Історія комсомолу Полтавщини. – Полтава, 2008. – С. 427.

- Названо лауреатів премії імені Леоніда Бразова [в т. ч. І. Моцара] // Зоря Полтавщини. – 2010. – 15 жовт. – С. 4; Степаненко М. Літературно-мистецька Полтавщина: довідник. – Полтава, 2013. – С. 28.

- Співчуваємо : [І. Моцар – письменник: некролог] // Зоря Полтавщини. – 2016. – 10 черв.

- Тесленко В. Їм аплодувала Полтава… : [ в т. ч. І. Моцару] – Полтава, 2008. – С 116, 149.

- Циган І. Його гумор світлий, щирий : [спогади про І. Моцара] / І. Циган // Решетилівський вісник. – 2018. – 30 берез. – С. 2.